# Pek en veren

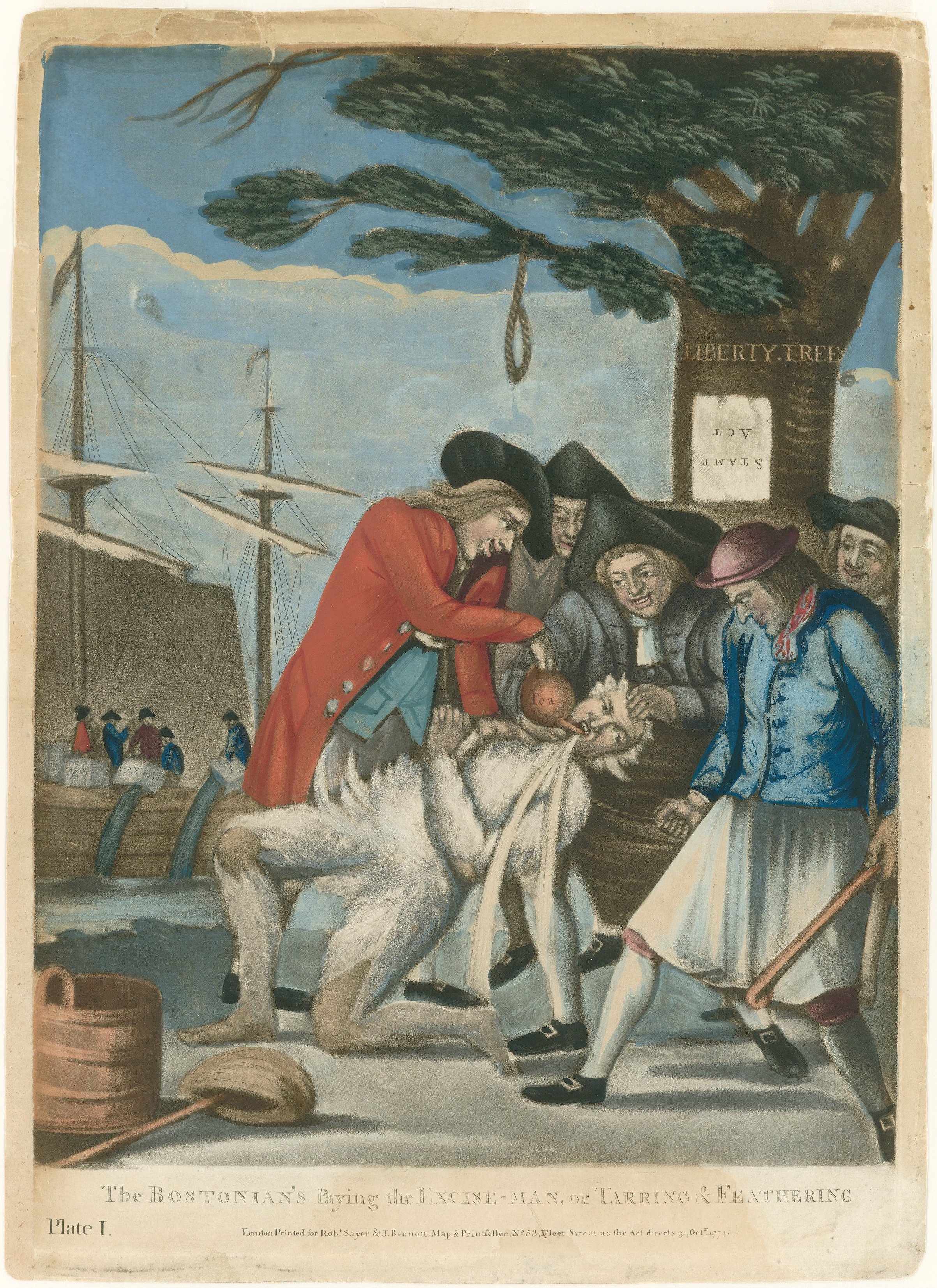
The Bostonians Paying the Excise-Man; Britse propaganda-spotprent uit 1774 die toont hoe de met pek en veren ingesmeerde John Malcolm wordt gedwongen thee te drinken.

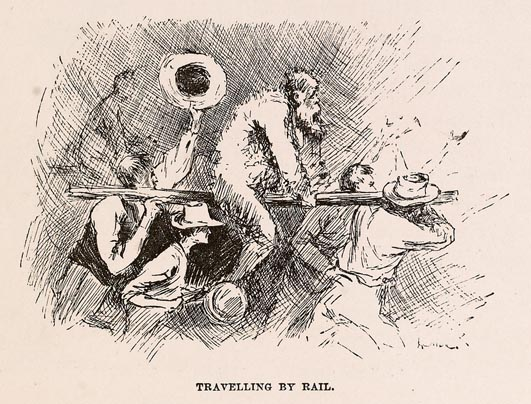
Een fictieve weergave van dit gebruik in De Lotgevallen van Huckleberry Finn. De bestrafte is met pek en veren ingesmeerd en wordt op een paal rondgedragen.

Afbeelding uit 1774

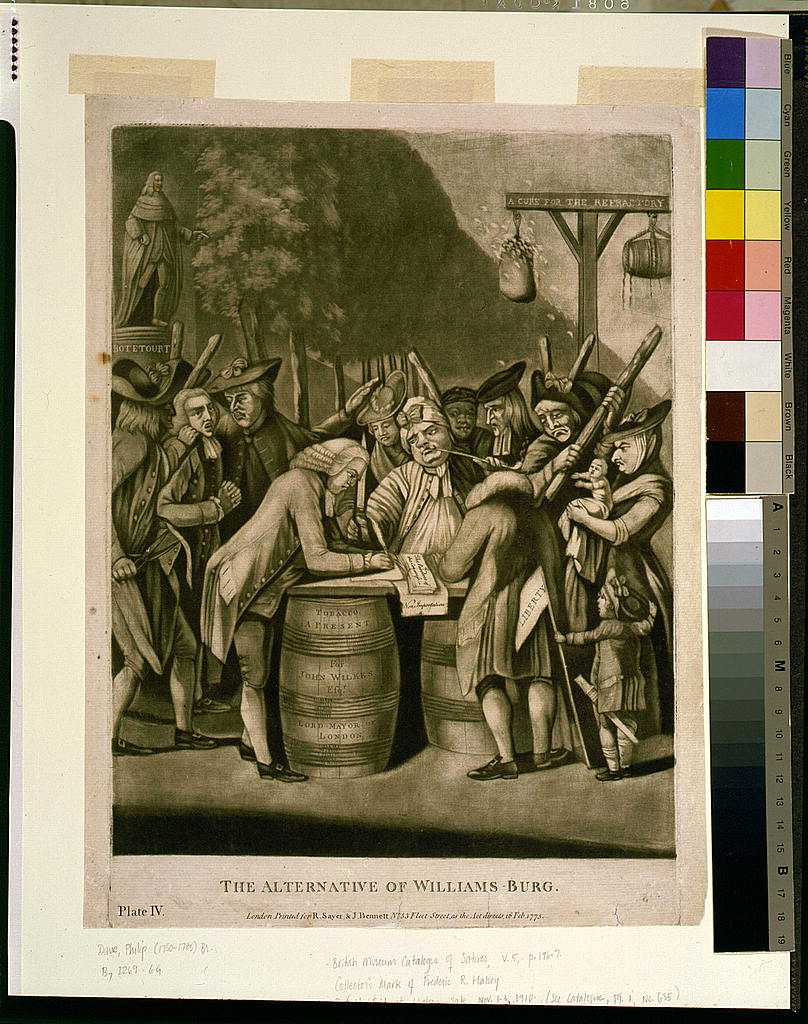
Afbeelding uit 1775 met pek en veren aan een galg

Het insmeren met pek en veren is een lijfstraf. De (deels) ontklede gestrafte werd met verwarmde pek of teer ingesmeerd of overgoten, waarna hij met veren werd bestrooid. Pek en veren is in principe bedoeld als geestelijke straf (vernedering). Het werd veel toegepast in het middeleeuwse Europa en in de Verenigde Staten ten tijde van het Wilde Westen.

## Beschrijving
De gestrafte werd vaak te midden van een menigte of op een podium ingesmeerd of overgoten met teer of pek. Daarna werd hij bedekt met veren. De pek kleefde aan de huid terwijl de veren aan de pek kleefden. Hierdoor zag hij er uit als een kip, terwijl de pek eenmaal afgekoeld zeer moeilijk te verwijderen is. Tijdens deze behandeling werd hij uitgescholden en beschimpt door zijn plaatsgenoten.
Wat er daarna gebeurde hing van het geval af. Vaak werd de gestrafte tentoongesteld of door de stad geparadeerd. Soms moest de gestrafte op een paal plaatsnemen die door een paar sterke mannen werd voortgedragen ('riding the rail'). Dit was erg pijnlijk omdat men met de benen gespreid met het kruis op de paal moest zitten. Het kruis droeg het volle lichaamsgewicht terwijl eventuele oneffenheden pijnlijk in het vlees drukten. Vaak werd de gestrafte naar de rand van de stad gebracht waar hij op de grond werd gekieperd.
In sommige gevallen werd de gestrafte daarna met rust gelaten en mocht hij naar huis terugkeren, maar vaak werd hij ook zijn woonplaats uitgejaagd. Veelal ging een en ander gepaard met lichamelijke mishandeling. 
Het is niet aannemelijk dat de stoffen die wij in het dagelijks leven als 'teer' of 'pek' aanduiden, gebruikt werden voor deze bestraffing. Deze stoffen worden namelijk pas vloeibaar bij temperaturen boven de 100 graden Celsius, wat geleid zou hebben tot verbrandingen over het hele lichaam en de dood van de bestrafte. Het is veel aannemelijker dat houtteer, destijds benut voor het breeuwen van houten schepen en bewerken van touwen, werd gebruikt. Houtteer wordt al vloeibaar bij 25 graden Celsius.

## Gevolgen
Pek en veren is in de eerste plaats bedoeld als een vernedering en niet als lichamelijke straf. In principe zal iemand die met pek en veren wordt ingesmeerd hier hooguit ongemak van hebben. Het kan lang duren voor de pek is afgesleten. Toch leidt het insmeren met pek en veren niet zelden tot (ernstig) lichamelijk letsel.
Om te beginnen kunnen eventuele giftige of kankerverwekkende stoffen uit de pek door de huid worden opgenomen. Wanneer men de kleverige pek van de huid af probeert te schrapen zullen makkelijk stukken huid en haren meekomen waardoor de huid rauw en bloederig wordt. Ook kan de pek te heet zijn waardoor de gestrafte brandwonden oploopt. Daarbij wordt de gestrafte niet zelden tijdens of na het insmeren lichamelijk mishandeld, soms tot de dood erop volgt.

## Geschiedenis
Deze lijfstraf was vrijwel altijd een vorm van eigenrichting, aangezien geen enkele overheid de straf ooit officieel heeft toegepast. Het bekendst was de toepassing in het Wilde Westen. Het gebruik ontstond in het middeleeuws Europa, en wordt voor het eerst beschreven in bronnen uit 1189. In 1766 werd deze martelmethode voor het eerste toegepast in Noord-Amerika, toen kapitein William Smith door de burgers van een stad met pek en veren werd ingesmeerd wegens geruchten dat hij smokkelaars bij de Britse douane verklikte. In de jaren daarna werden de gehate douanebeambten zelf weleens met pek en veren ingesmeerd. Ook tijdens de Amerikaanse Revolutie werd deze straf door de rebellen regelmatig toegepast. Joseph Smith werd in 1832 door een boze menigte met pek en veren ingesmeerd.

## Varianten
Een variant die vaker dodelijk afliep was die waarbij nadien de veren werden aangestoken, zodat eerst de veren en daarna de pek vlamvatten, en de gestrafte levend verbrandde. Een andere variant zonder veren werd in de Ierse opstand van 1798 door de Britten toegepast op rebellen. De gestrafte kreeg een papieren kap om het hoofd, waarin warme pek of teer werd gegoten. De pek liet men afkoelen en men verwijderde het papier, zodat een 'hoed' overbleef die aan het hoofd kleefde. Deze 'hoed' werd vervolgens met geweld afgetrokken waarbij haren en stukken huid en vlees meekwamen. Ook werd er weleens terpentijn of buskruit toegevoegd waarna de 'hoed' in brand werd gestoken.

## Overdrachtelijk gebruik
De term wordt tegenwoordig ook als metafoor voor een zeer zware vernedering gebruikt.

## In de populaire cultuur
Met pek en veren insmeren komt veelvuldig voor in boeken, strips en films, met name westerns. Hierin wordt het echter vooral voor komisch effect gebruikt en leidt het vrijwel nooit tot ernstige verwondingen. Onder andere in de stripreeks Lucky Luke is het een veelvuldig toegepaste straf voor valsspelers in de saloon.

## Afbeeldingen

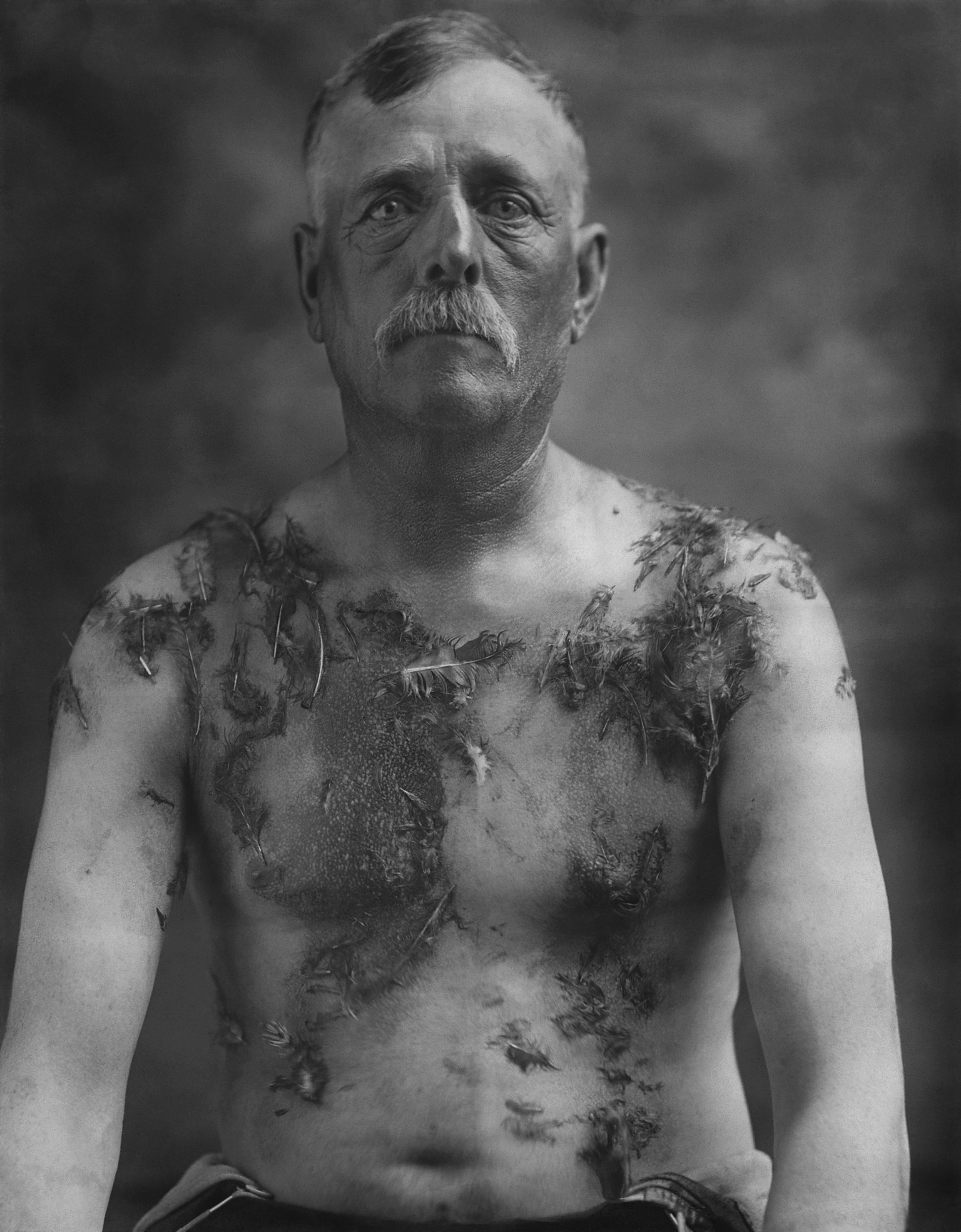
De Duits-Amerikaanse boer John Meints uit Luverne (Minnesota) werd tijdens de Eerste Wereldoorlog bestraft met pek en veren.
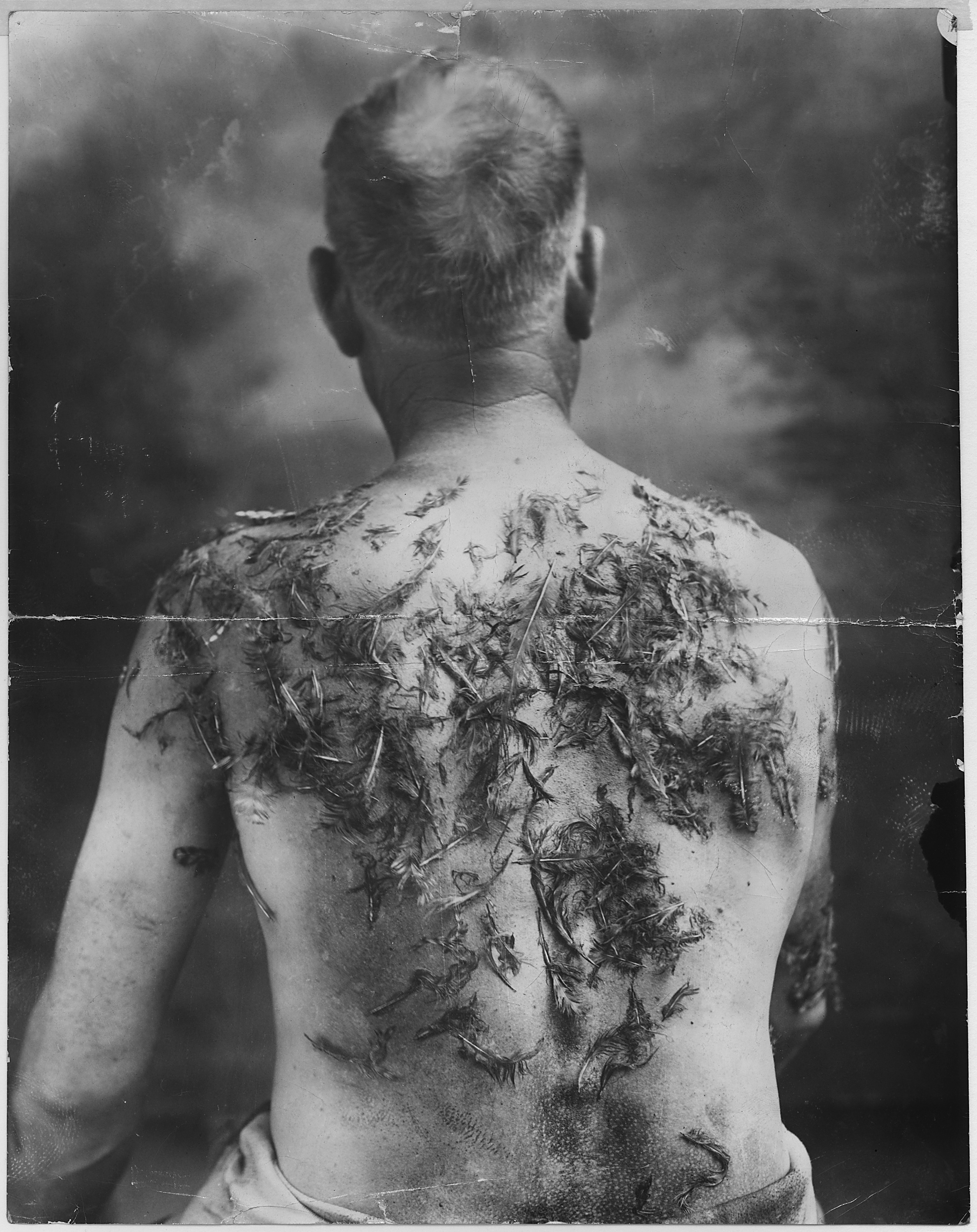